# Sankukai
Sankukai (japonsko 三空会) je mlajši stil karateja, osnovan v začetku sedemdesetih let 20. stoletja, prek združitve naukov Šito rju in Šukokai karateja, aikida, juda ter kobuda. Njegov osnovatelj je japonski mojster Jošinao Nanbu (japonsko 南部義尚, hepburn Yoshinao Nanbu).

## Ime in simbol stila
Ime sankukai sestoji iz treh japonskih pismenk; 三 - »san«, »tri« ; 空 - »ku«, »harmonija« ; 会 - »kai«, »združenje«. Njegov simbol so trije krogi, dva rdeča in en bel, ki predstavljajo Zemljo, Luno in Sonce. Ta simbol predstavlja tudi osnovno idejo Sankukai karateja, katere bistvo je ne nasprotovati nasprotniku s silo, temveč z vzpostavitvijo harmoničnega odnosa z nasprotnikom, ter s pomočjo izmikanja, krožnih blokad in udarcev izrabiti njegovo moč proti njemu samemu. Pismenka »空« se lahko bere na različne načine, zato se z drugačno izgovorjavo, a istim zapisom pojavlja tudi v besedi »karate«, kjer pa ima soroden pomen.